# Rosario de Río Grande
Rosario de Río Grande -anteriormente conocida como Lote Barro Negro- es una localidad argentina ubicada en el Departamento San Pedro de la Provincia de Jujuy. Presenta el aspecto de una isla rodeada por cañaverales, 10 km al sur de San Pedro de Jujuy y 1 km al oeste de la Ruta Nacional 34.
La localidad cuenta con Destacamento Policial, escuela primaria, secundaria, club (Club Atlético Barro Negro) y comisión municipal. La principal actividad económica está vinculada con la actividad del Ingenio Río Grande y sus cañaverales. Todos los años se realiza,en el mes de febrero, una importante peregrinación que congrega a toda la zona por la aparición de una imagen de la Virgen María en una piedra.